# Демидово (Шацкий район)
Демидово — село в Шацком районе Рязанской области России. Входит в состав Агишевского сельского поселения.

## Физико-географическая характеристика
Расстояние до районного центра Шацка по автодороге — 22 км, до центра муниципального образования Агишевское сельское поселение по автодороге — 12 км.
Ближайшие населённые пункты — Федяево, Малое Агишево, Просандеевка, Старые Подсосенки, Заря, Пролетарский.

## История
Усадьба с винокуренным заводом при ней, основана во второй половине XVIII века помещиком И. Щетневым и далее принадлежала его наследникам. В середине XIX века коллежскому асессору А.В. Башкирову, после его сыну В.А. Башкирову.
Сохранилась заброшенная церковь Николая Чудотворца 1783 года в стиле барокко, построенная И. Щетневым.

### Топонимика
По мнению михайловских краеведов И. Журкина, Б. Катагощина своё название село получило по фамилии землевладельца Демидова.

### XVIII век
В 1783 году на средства г. Шетнева в  селе была построена церковь Николая Чудотворца .

### XX век
В 1911 году в селе насчитано 190 дворов, душ муж. пола 721, жен. пола 721, великороссы, земледельцы, имеют душевого надела по 50 сажень земли на душу в каждом поле, занимаются гончарным промыслом.
Школа церковно-приходская, одноклассная, есть церковно-приходское попечительство, библиотека в 120 томов..

## Население
| 1989 | 2010 | 2012 |
| ---- | ---- | ---- |
| 266  | ↘79  | ↗115 |